# Debra Feuer
Debra Lee Feuer (ur. 12 stycznia 1959 w Las Vegas) – amerykańska aktorka telewizyjna i filmowa, tancerka.

## Życiorys
Urodziła się i wychowała w Las Vegas w stanie Nevada, gdzie uczęszczała do Chaparral High School. Jej ojciec, Ron Feuer, był akompaniatorem fortepianowym Paula Anki i Ann-Margret w Las Vegas. Jej brat, Ian Feuer, grał w brytyjskich i belgijskich klubach piłkarskich.
Swoją karierę aktorską rozpoczęła pod koniec lat 70. występując w serialach, m.in. Starsky i Hutch, Fantastyczna wyspa czy Diukowie Hazzardu, zanim trafiła na duży ekran w melodramacie Chwila za chwilą (Moment by Moment, 1977) z Johnem Travoltą i Lily Tomlin. Pojawiła się w dramacie sensacyjnym Williama Friedkina Żyć i umrzeć w Los Angeles (To Live and Die in L.A., 1985) z Willemem Dafoe, a potem w dwóch odcinkach w piątym sezonie serialu NBC Policjanci z Miami (1988).
31 stycznia 1981 roku poślubiła Mickeya Rourke'a, z którym zagrała w filmie Swój chłopak (Homeboy, 1988). Jednak w roku 1989 doszło do rozwodu. Ponownie wyszła za mąż za Scotta Fullera, z którym ma córkę Jessicę Ruby (ur. 1998).

## Wybrana filmografia
- 1977: Starsky i Hutch (Starsky and Hutch on Playboy Island) jako Debbie
- 1978: Fantastyczna wyspa (Fantasy Island: Treasure Hunt/Beauty Contest) jako Shirl Dean
- 1978: Statek miłości (The Love Boat: Musical Cabins) jako brunetka na rejsie Nelson
- 1978: Chwila za chwilą (Moment by Moment) jako Stacie
- 1979: Diukowie Hazzardu (The Dukes of Hazzard: The Ghost of General Lee) jako Becky Mae
- 1980: Vega$ (Magic Sister Slayings) jako Eva Zorav
- 1980: Rycerze hollywoodzkich nocy (The Hollywood Knights) jako Cheetah
- 1981: Hardcase (TV) jako Jane 'Stretch' Ryan
- 1985: Żyć i umrzeć w Los Angeles (To Live and Die in L.A.) jako Bianca Torres
- 1985: Beyond Reason jako dziewczyna
- 1987: Crime Story jako Jackie
- 1987: Il burbero jako Mary Cimino
- 1988: Swój chłopak (Homeboy) jako Ruby
- 1988: Policjanci z Miami (Miami Vice) jako Celeste
- 1990: Night Angel jako Kirstie
- 2000: No Pussyfooting (film krótkometrażowy) jako Joanna